# Pfisterplatz (Chur)

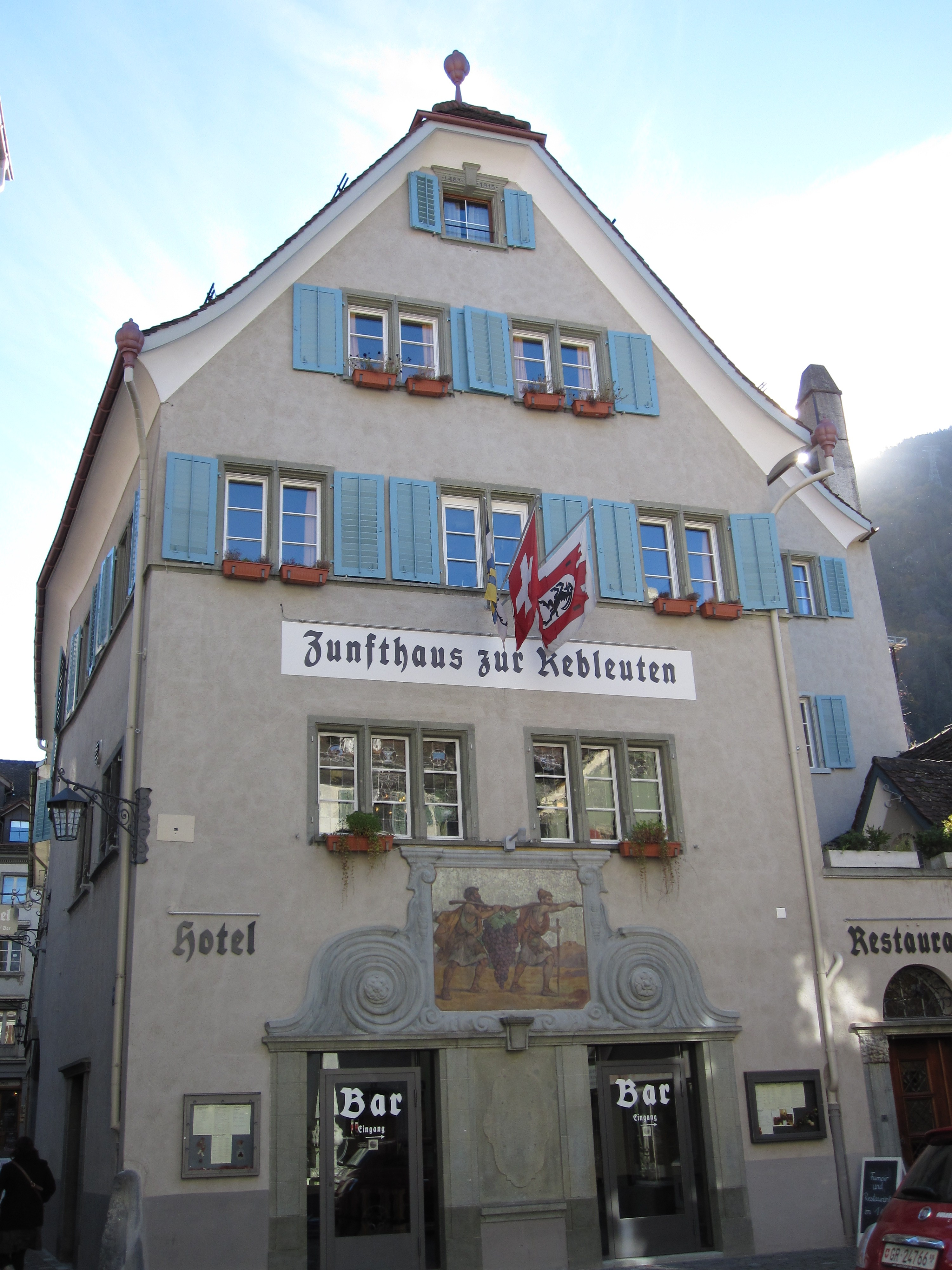
Zunfthaus zur Rebleuten am Pfisterplatz

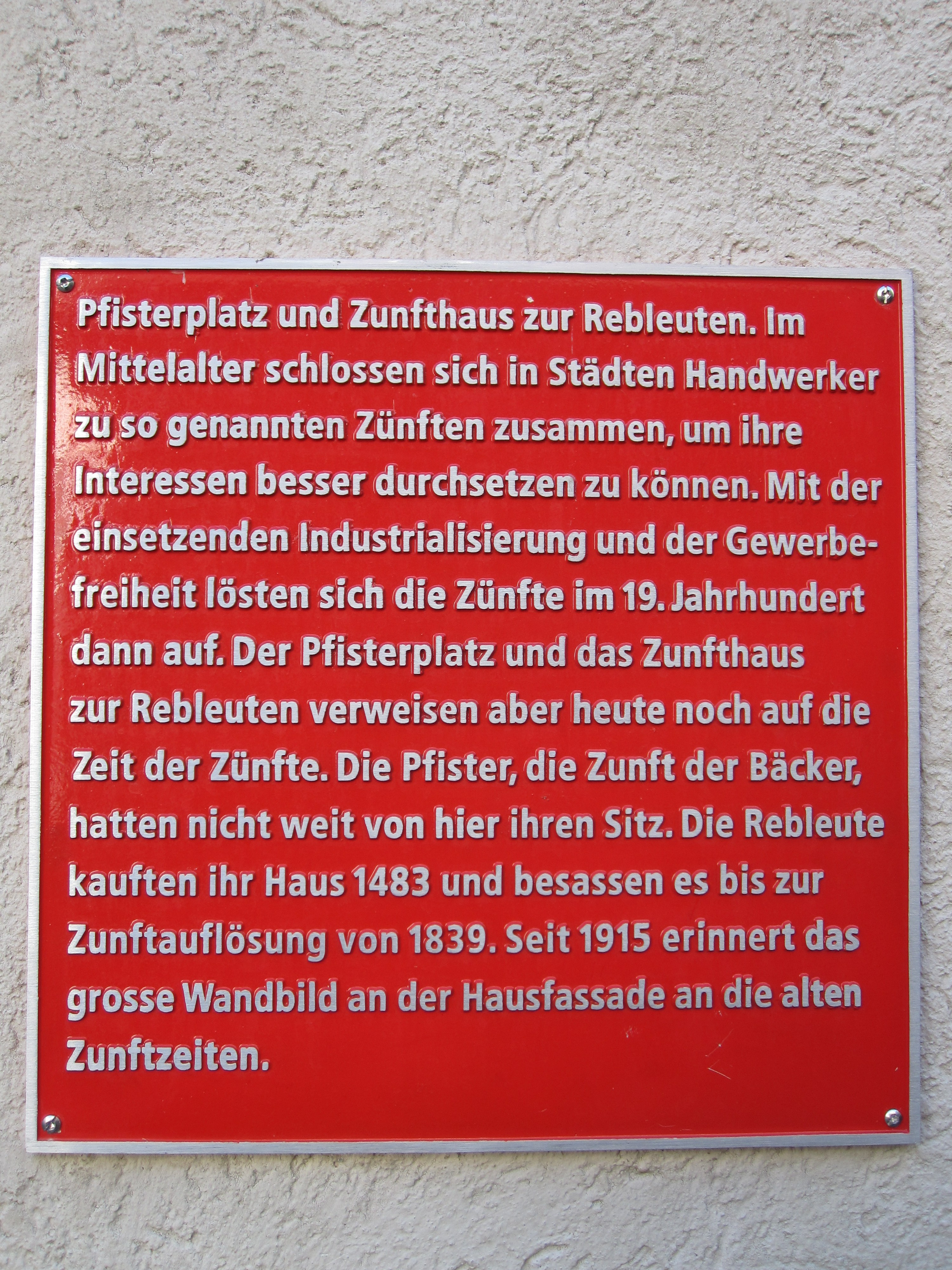
Informationstafel der Stadt Chur am Pfisterplatz

Der Pfisterplatz in der Bündner Kantonshauptstadt Chur liegt im westlichen Zentrum der Altstadt am Ende der Kupfergasse.
Benannt ist er nach der mittelalterlichen und frühneuzeitlichen Zunft der Bäcker, die dazumal die Berufsbezeichnung «Pfister» trugen. 
Dominierendes Gebäude am Pfisterplatz ist das fünfstöckige Zunfthaus zur Rebleuten (im churerdeutschen Dialekt Zunfthuus Räblüta), das den Winzern gehörte, welche es von 1483 bis zur Auflösung der städtischen Zünfte 1839 betrieben. 1915 wurde über dem Portal ein historisierendes Bild angefertigt, dass zwei Winzer bei der Heimkehr von der Ernte zeigt.  Heute ist im Gebäude ein Hotel mit Gastronomiebetrieb untergebracht.
Der Pfisterplatz ist nur für den Langsamverkehr erschlossen und in die Stadtführungen integriert. 
Koordinaten: 46° 50′ 54,4″ N, 9° 31′ 51,9″ O; CH1903: 759575 / 190718